# أولاد عياد (سيدي حجاج)
أولاد عياد هي إحدى مشيخات المملكة المغربية، تتبع جغرافيا لإقليم سطات وإداريًا لسيدي حجاج. يقدر عدد سكانها بـ 23163 نسمة حسب الإحصاء الرسمي للسكان والسكنى لسنة 2004.